# Bonisław (powiat mławski)
Bonisław – wieś sołecka w Polsce położona w województwie mazowieckim, w powiecie mławskim, w gminie Wieczfnia Kościelna. 
W okresie międzywojennym w miejscowości stacjonowała placówka Straży Celnej „Bonisław”.
Przed II wojną światową przebiegała tu granica polsko-niemiecka i w jej obronie 26 sierpnia 1939 roku został zabity kpr. Feliks Grabowski.
W latach 1975–1998 miejscowość należała administracyjnie do województwa ciechanowskiego.

## Linki zewnętrzne

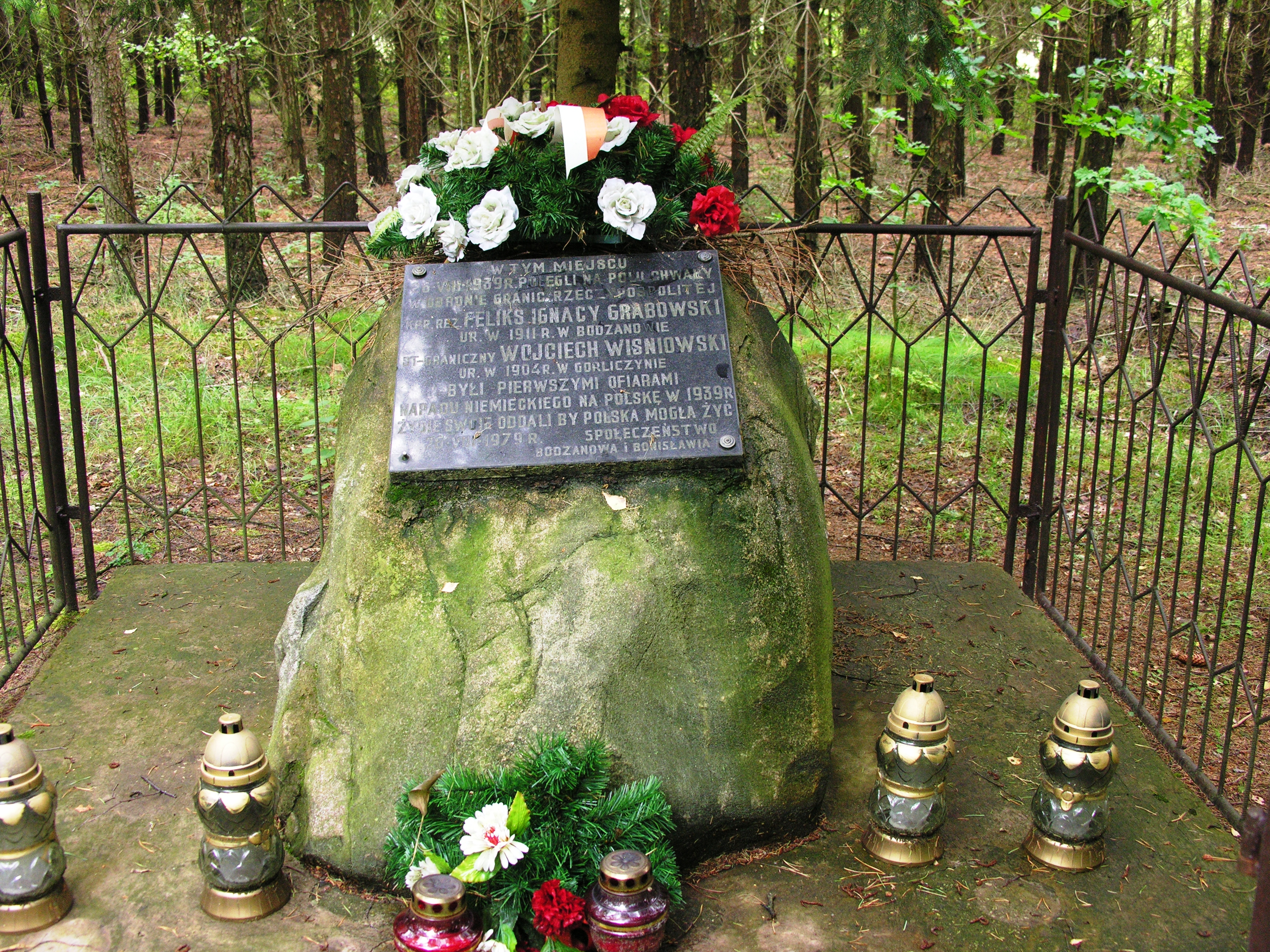
Obelisk pierwszych ofiar ataku Niemiec na Polskę w 1939.